# Villa Pehuenia
Villa Pehuenia en Argentine est une localité de l'ouest de la province de Neuquén sise dans le département d'Aluminé. Elle est ainsi située dans les Andes de Patagonie. C'est une des plus jeunes localités de ce pays.

## Population
La population actuelle (2006) est difficile à établir car la ville est de fondation récente et beaucoup de ses habitants ne sont pas inscrits comme résidents permanents, quoique déjà installés. Les chiffres du recensement de 2001 sont totalement obsolètes. On sait que l'on approche des 5 000 habitants permanents ou semi-permanents, établis dans la ville ou dans les environs. En 2010, le recensement affichait 1 611 habitants répartis en plus de 1 000 ménages.

## Situation
Elle se trouve dans le département d'Aluminé au milieu de la rive nord du lac Aluminé. Elle est reliée à la ville d'Aluminé par les routes provinciales 12 et 23.
- Ses coordonnées sont : 38° 54′ 00″ S, 71° 19′ 58″ O.
- Son altitude est de 1 200 mètres.

A quelque deux kilomètres à l'ouest se trouve la petite bourgade de La Angostura, sa plus proche voisine. À l'est, à 5 kilomètres se trouve une petite localité appelée Villa Unión.

## Les sommets environnants
Villa Pehuenia est entourée de montagnes sauf au sud, où se trouve le lac de couleur bleu ciel : à l'ouest vers le Chili tout proche, c'est l'axe principal des andes qui la domine du haut de ses 2 500 mètres de moyenne. Au nord elle est surplombée par le cerro Batea Mahuida, de 1 700 mètres d'altitude. Ce dernier est situé quasi immédiatement à côté de la ville de Villa Pehuenia.
Bénéficiant d'un micro-climat froid, le cerro de Batea Mahuida a ses flancs recouverts de neige pratiquement jusqu'à sa base pendant sept mois d'hiver (avril-octobre) ce qui est idéal pour les sports de neige et surtout le ski.

## Histoire - Les Pehuenches et les Puels
Les plus anciens habitants connus étaient des gens de l'ethnie des Huarpes, appelés par les Mapuches: "Pehuenche" (gens du pehuén, c’est-à-dire de l' araucaria). Vers la fin du XVIIe siècle, les Mapuches envahirent cette région de la Patagonie orientale et ces Huarpes furent mapuchisés, adoptant la culture de l'ethnie mapuche.
Cette population assimilée et mapuchisée se maintint dans ce territoire jusqu'à la fin du
XIXe siècle époque où, à la suite de la cruelle « Conquête du Désert » du président Julio Argentino Roca qui massacra, déporta et fit s'enfuir du pays presque tous les amérindiens du Neuquén et d'ailleurs, des européens purent coloniser la région.
Malgré ces horreurs, les populations originaires parvinrent à garder des territoires à eux réservés (la Pehuenia). Étant donné leurs coutumes préindustrielles hautement adaptées au milieu ambiant, ils ont maintenu leurs territoires totalement protégés écologiquement.

### Le dynamisme des Puels
Jusqu'en 1989, la ville actuelle de Villa Pehuenia n'existait pas encore. On trouvait à sa place un petit établissement dispersé qu'on appelait occasionnellement "Aluminé", et peuplé de Puels, communauté métisse de Pehuenches et de Créoles.
L'année 1989 -comme toute la décennie des années 1990- fut critique pour les campagnes argentines à cause de la politique profondément néo-libérale de Carlos Menem. Cependant les Puels surent que faire pour vaincre l'adversité et s'organisèrent.
Une de leurs premières idées fut d'utiliser le cerro Batea Mahuida comme centre de ski, la montagne présentant toutes les conditions favorables avec son enneigement durant sept mois par an.
C'est ainsi que l'organisation des créoles de la communauté puel fut à l'origine de la création de la petite localité -destinée à devenir rapidement une petite ville de montagne- appelée
Villa Pehuenia. Aux habitants de la communauté puel se sont joints de nouveaux venus
(beaucoup d'entre eux européens) qui pour bénéficier de l'excellente situation acceptent de bon cœur les coutumes de base de la communauté argentine puel.

## Économie
Actuellement la plus grande ressource est le tourisme, centré sur les sports d'hiver qui culmine avec l'aménagement du cerro Batea Mahuida (administré, soulignons-le, coopérativement par la communauté Puel). En plus de cette grande ressource, il y en a bien d'autres. Citons : le camping, le tourisme dit d'aventure ou tourisme agreste, le vélo ou excursionnisme, le trekking, la pêche sportive de saumons dans les lacs et les rivières, les safaris photographiques. Il y a toutes les activités nautiques et en plus la dégustation d'une délicieuse gastronomie régionale.

## Gastronomie
Elle est souvent à base de graines de araucaria ou pehuén. On y fabrique artisanalement une espèce de bière appelée mudai réalisée avec des graines de pehuén fermentées. La région produit des vins blancs de qualité, des confitures de llao llao et de rosa mosqueta.
Parmi les grandes spécialités culinaires de l'endroit il faut signaler le curanto (sorte de pot-au-feu réunissant de la viande, des pommes de terre), les chiporros ou asados d'agneau, les asados de truite et de saumon, les sopaipillas (espèce de tortilla de farine de froment et comprenant aussi d'autres ingrédients, très souvent du potiron), les pâtés et empanadas ainsi que les condiments à base de merkén (sorte de piment aromatique, typique de la cuisine mapuche du Chili et de l'Argentine).

## Voies de communication
La route provinciale no 11, après un parcours spectaculaire, bien que difficilement utilisable en hiver (les neiges sont abondantes) mène à la localité voisine de Ñorquincó sur le lac Ñorquinco, localité qui constitue la voie d'accès nord du Parc national Lanín. Quant à la route provinciale no 23 d'utilisation facile durant toute l'année et se dirigeant aussi vers le sud, mais en suivant la vallée du Río Aluminé, relie Villa Pehuenia avec les cités
d'Aluminé, puis de Junín de los Andes et de San Martín de los Andes.